# Anthony Anderson
Anthony Anderson (Los Angeles, 15 d'agost de 1970) és un actor estatunidenc, comediant, i escriptor. Ha protagonitzat la seva pròpia sitcom, All About the Andersons, així com la de l'ABC Black-ish i la de la Fox The Bernie Mac Show durant la seva cinquena i última temporada. És conegut per les seves actuacions a la sèrie de teatre K-Ville, Vic Mackey i com el detectiu Kevin Bernard del NYPD a Law & Order. Ha tingut papers importants en pel·lícules com Me, Myself & Irene (2000), Kangaroo Jack (2003), Agent Cody Banks 2: Destination London (2004), The Departed (2006), Transformers (2007), i Scream 4 (2011).
Anderson és jurat a l'Iron Chef America de Food Network. Des de setembre de 2014, ha treballat com a productor executiu i ha fet d'Andre Johnson en la sitcom de l'ABC Black-ish. El juny de 2016, ha fet d'amfitrió del xou d'ABC To Tell the Truth. A més a més, ha fet de convidat per diversos espectacles de joc.

## Biografia
Anderson va néixer a Compton, Califòrnia. La seva mare, Doris (nascuda Hancox), era operadora telefònica i actriu, i el seu padrastre, Sterling Bowman, era nadiu de Little Rock, Arkansas, que es va traslladar a Los Angeles per treballar en la indústria de l'acer abans d'obrir una cadena de tres botigues de roba; Anthony té un mig germà anomenat Derrick Bowman. Segons una anàlisi d'ADN, Anderson descendeix dels Bubis de Bioko (Guinea Equatorial), i dels Tikar, Hausses, i Fulbe del Camerun.
Anderson va declarar que el seu primer intent en la comèdia verbal va ser un fracàs. Tot i que aquesta experiència era un cop al seu ego, va conèixer el seu futur amic i actor Guy Torry, qui el va consolar després que l'espectacle i el va animar per mantenir-se en escena. Ell i Guy més tard actuarien junts en la pel·lícula d'Eddie Murphy titulada Vida. Anderson va ser alumne de la Hollywood High School i de la Howard University. Va aprendre amb actors com Avery Brooks, Ruby Dee i Ossie Davis.

## Carrera

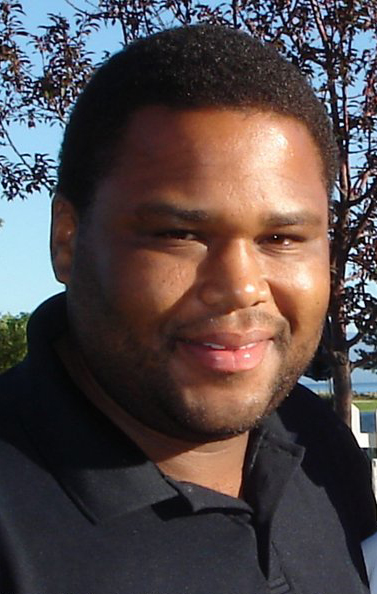
Anderson el juliol de 2006

Anderson protagonitza i és el productor executiu de la sèrie d'èxit de l'ABC, Black-ish, al costat de Laurence Fishburne i Tracee Ellis Ross. Va ser nominat per un Primetime Emmy al millor actor en sèrie còmica per aquesta actuació. La seva feina televisiva passada inclou un paper protagonista en la sèrie Hang Times com Teddy Broadis. Va tenir papers únics i de convidat en sèries importants com NYPD Blue, Malcolm & Eddie, In the House, i Ally McBeal. Els papers recurrents van ser en diverses sèries com Til Death i The Bernie Mac Show. Va ser el personatge central en la sèrie All About the Andersons, durant una temporada a The WB Television Network. Anderson es va unir al repartiment de la sèrie de la NBC Law & Order el 2008. Anteriorment va protagonitzar altres dues sèries políciaques, K-Ville (de la Fox, com un dels personatges principals) i The Shield a la FX Networks.
La sèrie d'Anderson Eating America, with Anthony Anderson va ser un espectacle d'estiu el 2014, i havia anar a ciutats diferents d'Amèrica a festivals famosos per un tipus específic de menjar. També va ser jurat a Iron Chef Amèrica. Anderson és un dels pocs jurats que va tastar plats de tots els cuiners de l'Iron Chef. En l'última competició Food Bar, va servir com a cambrer / ajudant del xef Bobby Flay davant Masaharu Morimoto i el seu company el jutge Simon Majumdar.
El 2013, Anderson va signar com a amfitrió en l'espectacle familiar Wall of Fameproduït per Endemol EUA per la NBC on una familia intenta contestar preguntes de cultura pop mentre altres membres de "Wall of Fame" deliberen sobre les respostes correctes a aquelles mateixes qüestions. Vuit episodis d'una hores es van registrar, tanmateix, la sèrie mai va ser emesa.

### Cinema
Des del seu debut al cinema a Liberty Heights, Anderson ha estat actuant com un actor, sovint en papers còmics, des de fa molts anys. Entre els seus més destacats llargmetratges es troben: Kangaroo Jack que va sere una de les seves primeres pel·lícules com a protagonista, El papà de la meva criatura, Hustle & Flux, i Agent Cody Banks 2: Destinationc London, i El rescat de King. Anderson va tenir una petit paper en la guardonada als Oscars Infiltrats. El juny de 2010, va tenir un paper menor a Scream 4.

## Vida personal
Anderson té Diabetis mellitus tipus 2 i ha estat actiu en la conscienciació de la diabetes. El 1995, es va casar amb el seu amor universitari, Alvina. La parella té dos fills, Kyra i Nathan, que actua com a Tahj en el sitcom de Netflix Richie Ric. El 25 de setembre de 2015 TMZ va anunciar que la seva dona després de 20 anys havia demanat el divorci.

## Filmografia
| Any  | Títol                                                                   | Funció                  | Notes |
| ---- | ----------------------------------------------------------------------- | ----------------------- | --- |
| 1999 | Liberty Heights                                                         | Scribbles               | |
| 1999 | Vida                                                                    | Galeta                  | |
| 1999 | Trippin'                                                                | Z-Boy                   | |
| 2000 | Romeo Must Die                                                          | Maurice                 | Primer cop que treballa amb Jet Li, DMX, Isaiah Washington i Andrzej Bartkowiak                                |
| 2000 | Big Momma's House                                                       | Nolan                   | |
| 2000 | Me, Jo & Irene                                                          | Jamaal Baileygates      | |
| 2000 | Urban Legends: Final Cut                                                | Stan Washington         | |
| 2001 | See Spot Run                                                            | Benny                   | |
| 2001 | Ferida oberta (Exit Wounds)                                             | T.K. Johnson            | Segon cop que treballa amb DMX, Isaiah Washington & Andrzej Bartkowiak. Primer cop que treballa amb Tom Arnold |
| 2001 | Kingdom Come                                                            | Junyr Slocumb           | |
| 2001 | Joc per a dos (Two Can Play That Game)                                  | Tony                    | |
| 2001 | 3 Strikes                                                               | Guàrdia                 | no surt als crèdits                                                                                            |
| 2002 | Barbershop                                                              | J.D.                    | |
| 2003 | Cangur Jack (Kangaroo Jack)                                             | Louis Booker            | |
| 2003 | Néixer per morir (Cradle 2 the Grave)                                   | Tommy                   | Tercer cop que treballa amb DMX & Andrzej Bartkowiak. Segon cop que treballa amb Jet Li & Tom Arnold           |
| 2003 | El més buscat de Malibú (Malibu's Most Wanted)                          | PJ                      | |
| 2003 | Scary Movie 3                                                           | Mahalik                 | |
| 2004 | My Baby's Daddy                                                         | G. Bong                 | |
| 2004 | Agent Cody Banks 2: Destination London                                  | Derek Bowman            | |
| 2004 | Harold & Kumar Go to White Castle                                       | Empleat Burger          | |
| 2005 | King's Ransom                                                           | Rei Malcolm             | |
| 2005 | Hustle & Flow                                                           | Key                     | |
| 2005 | La increïble però certa història de la Caputxeta Vermella (Hoodwinked!) | Bill Stork (veu)        | |
| 2006 | Scary Movie 4                                                           | Mahalik                 | |
| 2006 | The Last Stand                                                          | Jay                     | |
| 2006 | Arthur & the Invisibles                                                 | Koolomassai (Veu)       | |
| 2006 | Infiltrats (The Departed)                                               | Trooper Brown           | |
| 2006 | The Silence                                                             |                         | productor |
| 2007 | Transformers                                                            | Glen Whitmann           | |
| 2010 | The Back-Up Plan                                                        | Papà                    | |
| 2010 | Sammy's Adventures: The Secret Passage                                  | Ray (veu)               | |
| 2011 | Scream 4                                                                | Detectiu Perkins        | |
| 2011 | The Big Year                                                            | Bill Clemens            | |
| 2012 | The Power of Few                                                        | Junkshow                | |
| 2013 | Grudge Match                                                            | Sandpaper Hands         | |
| 2014 | The Town That Dreaded Sundown                                           | "Llop solitari" Morales | |
| 2016 | Hot Bot                                                                 | Agent Frazier           | |
| 2016 | Barbershop: The Next Cut                                                | J.D.                    | |
| 2017 | Small Town Crime                                                        | Banks                   | |
| 2017 | The Star                                                                | Zach La Cabra (veu)     | |
| 2017 | Ferdinand                                                               | Bones (veu)             | |
| 2019 | Beats                                                                   |                         | |

### Televisió
| Any          | Títol                                   | Funció                   | Notes                                                             |
| ------------ | --------------------------------------- | ------------------------ | ----------------------------------------------------------------- |
| 1996–1998    | Hang Time                               | Teddy Brodis             | 39 episodis                                                       |
| 1998         | NYPD Blue                               | Vondell                  | Episodi: "Weaver of Hate"                                         |
| 2001         | My Wife and Kids                        | Buchay                   | 2 episodis                                                        |
| 2001         | Weakest Link                            | Ell/Convidat             | 1 episodi                                                         |
| 2002         | The Proud Family                        | Ray Ray (veu)            | Episodi: "Behind Family Lines"                                    |
| 2003–2004    | All About the Andersons                 | Anthony Anderson         | 16 episodis                                                       |
| 2004–2005    | The Shield                              | Antwon Mitchell          | 15 episodis                                                       |
| 2005         | The Bernie Mac Show                     | Bryan Brown              | 4 episodis (temporada 5)                                          |
| 2005         | Veronica Mars                           | Percy "Os" Hamilton      | Episodi: "Lord of the Bling                                       |
| 2005         | Entourage                               | Ell                      | Episodi: "Neighbors"                                              |
| 2005         | Chappelle's Show                        | Shirtless Home           | Episodi 2.9; Don't Pitch Me"                                      |
| 2006         | Law & Order: Special Victims Unit       | Lucius Blaine            | Episodi: "Fat"                                                    |
| 2006–2007    | 'Til Death                              | Cofeld                   | 6 episodis                                                        |
| 2007         | K-Ville                                 | Marlin Boulet            | 11 episodis                                                       |
| 2008–2010    | Law & Order                             | Detectiu Kevin Bernard   | 50 episodis                                                       |
| 2008         | Samantha Who                            | Rafael Grace             | Episodi: Out of Africa"                                           |
| 2010         | ''Golf in America                       | convidat                 | 10 episodis                                                       |
| 2011         | Shameless                               | Marty Fisher             | Episodi: "Tres Nois"                                              |
| 2011         | Family BrainSurge                       | Ell mateix               |                                                                   |
| 2012         | Psych                                   | Cap Thane Woodson        | Episodi: "True Grits"                                             |
| 2012         | Raising Hope                            | Veí                      | Episodi: "Inside Probe (part 1)"                                  |
| 2012         | The Soul Man                            | Sweet Brown Taylor       | Episodi: "Revelations"                                            |
| 2012–2013    | Guys with Kids                          | Gary                     | 18 episodis                                                       |
| 2010–2013    | Treme                                   | Derek Watson             | 4 episodis                                                        |
| 2013         | Hell's Kitchen                          | Ell                      | Episodi: Winner Chosen"                                           |
| 2013         | Real Husbands of Hollywood              | Ell mateix               | Episodi: "Rock, Paper, Stealers"                                  |
| 2013, 2014   | Hollywood Game Night                    | Ell mateix               | 2 episodis                                                        |
| 2014         | Rake                                    | Reggie Jarvis            | Episodi: "Three Strikes"                                          |
| 2014         | Celebrities Undercover                  | Ell mateix               |                                                                   |
| 2014         | Eating America with Anthony Anderson    | Ell mateix/Amfitrió      | Espectacle de Food Network; també productor executiu (8 episodis) |
| 2014–present | Black-ish                               | Andre "Dre" Johnson, Sr. | paper principal; també productor executiu                         |
| 2015         | Celebrity Family Feud                   | Ell                      | Episodi: "Anderson vs. Braxton"                                   |
| 2015         | Carnaval Cravings with Anthony Anderson | Ell/Amfitrió             | Espectacle de Food Network; també productor executiu (6 episodis) |
| 2015–2016    | Blaze and the Monster Machines          | Pegwheel (Veu)           | 2 episodis                                                        |
| 2016         | Lip Sync Battle                         | Ell mateix               | Episodi: "Anthony Anderson vs. Tracee Ellis Ross"                 |
| 2016         | Richie Rich                             | Bulldozah                | Episodi: "Rapper'$ Delight"                                       |
| 2016–present | To Tell the Truth                       | Ell mateix/Amfitrió      | 8 episodis                                                        |
| 2016         | Pyramid                                 | Ell mateix/Convidat      | Episodi: "Anthony Anderson vs. Sherri Sheper"                     |
| 2016         | Doc McStuffins                          | Stanley (veu)            | Episodi: "Wellcome to McStuffinsville"                            |
| 2017         | Jimmy Kimmel Live!                      | Ell mateix/ Convidat     | 3 de maig de 2017                                                 |
| 2017         | The Gong Show                           | Ell mateix/Jutge         | Episodi: "Dana Carvey/Tracee Ellis Ross/Anthony Anderson"         |
| 2018         | Grown-ish                               | Andre "Dre" Johnson, Sr. | Episodi: "Late Registration"; també productor executiu            |

### Videojoc
| Any  | Títol                        | Paper                 |
| ---- | ---------------------------- | --------------------- |
| 2006 | Scarface: The World Is Yours | Comerciant de fàrmacs |
| 2007 | Def Jam: Icon                | Troy Dollar           |
| 2012 | Diablo III                   | Veus de monstres      |